# Spremberg
Spremberg település Németországban, azon belül Brandenburgban. Lakosainak száma 21 497 fő (2023. december 31.). Spremberg Elsterheide és Welzow községekkel határos.

## Népesség
A település népességének változása:
| Lakosok száma | 28 160 | 26 416 | 24 373 | 22 232 | 21 749 | 21 464 | 21 585 | 21 497 |
|               | 2000   | 2005   | 2010   | 2015   | 2020   | 2021   | 2022   | 2023   |